# Erik Pimentel
Erik Alan Pimentel Benavides (Coacalco de Berriozábal, 15 maggio 1990) è un calciatore messicano, difensore svincolato.

## Carriera
Ha giocato nella massima serie dei campionati messicano e guatemalteco.